# 里斯山 (希拉里海岸)
78°29′S 162°29′E / 78.483°S 162.483°E
里斯山（英語：Mount Rees），是南極洲的山峰，位於維多利亞地的希拉里海岸，處於塔爾梅奇山西南面5公里，海拔高度2,314米，以地質學家命名，現時由南極條約體系管理。